# かつて来たりし者
かつて来たりし者（かつてきたりしもの、英: Those Who Came Before）とは、ユービーアイソフトが発売しているステルスゲーム「アサシン クリードシリーズ」に登場する架空の集団。古き者や第一文明人(First Civilization)、先駆者(Precursors)、イス(Isu)とも呼ばれる。

## 概要
超古代文明の概念と同じもので、シリーズを通して登場する「エデンのかけら」（Pieces of Eden）と呼ばれる一連の装置を創造した者達。彼らが何者であり、どこから来たのかなどはわかっていないが、約7万年前に高い技術力を持った一大文明を地球上に築いていたとされる。遠い過去の一族ではあるが、数人の「かつて来たりし者」がその技術力により現代まで生きており、特定の集団や個人に知識・技術・アドバイスを与えることで人類の歴史を動かしてきた。
また「エデンの果実」をはじめとして「神殿」や「観測所」などの彼らの作った装置の幾つかは、現代でも稼働可能状態にある。
人類の歴史の中に多数存在する様々な神話の神々は彼らを描いたものだが、かつて来たりし者のひとりであるミネルヴァはエツィオの「あなたは神か?」という問いかけに対し「神ではない」と答え、「古き者」と称している。また、この際ミネルヴァはエツィオに対してではなくデズモンドに向かって語りかけている。このことから、彼らは未来においてアニムスが開発されることを予見していたとも考えられる（シリーズ一作目の『アサシン クリード』において、ヴィディック博士が「近代における人類の文明の進歩は、全てアブスターゴ社が彼らの遺産を復活させたものである」という旨の発言をしている。アニムスも同様に元々彼らの発明品である（ヴァルハラにてバシム＝ロキが明言）。

## 歴史
『アサシン クリード II』のエンディングでミネルヴァが語ったことによると、彼らは人類を作った創造主である。しかし、ある時人類が彼らに対して反乱を起こし、力で勝る彼らと数で勝る人類は熾烈な争いを行った。結果、彼らは天への警戒を怠り、太陽の変化を見過ごし、対策も行えないまま「業火」（太陽フレアなど諸説あることをルーシーが言及）に見舞われ、両者がほぼ壊滅。だが、彼らは人類の存続に一縷の望みを抱き、人類を自分たちの姿に似せて作り替えたとされている。
ジュノーは、生き残るため生身の体を捨て身体を巨大な装置に置き換えて現代でも生きている事が『アサシン クリードIII』で明らかになった。再び太陽が活発化し太陽フレアによって地球上の生命が滅びようとしている2012年、彼女は、かつて来たりし者たちが滅びを避けるために製作した装置の起動方法をアサシン達に伝え、現代人類滅亡の回避に協力しようとする。またその一方で、肉体を得て蘇ろうと画策している。
『アサシン クリードIV ブラック フラッグ』では、ジュノーの夫が記憶と顔を保ったまま何度も転生することで現代まで生き続けている事が示唆されている。
『アサシン クリード オリジンズ』においてはピラミッドの奥深くや特殊な遺跡において、「業火」による大災害を経験したあとの彼らからのメッセージを聞くことが出来る。
従来登場したかつて来たりし者は基本的に人間に対して手助けなどをするものの、主に支配者側の立場で接している。しかしながら『アサシン クリード オデッセイ』において登場したアレシアはイスの行為（人間を管理・支配すること）を傲慢と言い、人間は自分たちの足で歩くべきだと主張した。彼女の精神はヘルメストリスメギストスの杖に宿っており、超文明の技術を受け継ぐに相応しい人物が現れるまで、アトランティスの門を封印している。
また、『アサシンクリードオデッセイ』においてアレシアによるシミュレーションで擬似的にギリシア神話に即した姿のイス世界を体験できるDLCが発表されている。これは勘違いされがちであるが、実際のイスの世界ではない。（実際のイスの世界は『II』の隠された真実、『II リベレーション』のエンディングや『アサシンクリードヴァルハラ』の隠された真実で描写されるような超ハイテク文明社会である。）

## 名前の判明しているかつて来たりし者
カッコ内は、同一人物の別名。※は生まれ変わりなど。
- ミネルヴァ（メルヴァ（英語版）、メラ、グンロズ）
- ジュノー（ユニ（英語版）、ヒュロッキン）
- アイータ（※ドイツ軍密偵のリーダー、※トム・カヴァナー、※バーソロミュー・ロバーツ、※ジョン・スタンディッシュ、※ジャック・ド・モレー、※フランソワ・トマ・ジェルマン（英語版））
- ユピテル（ティニア（英語版）、スットゥング）
- コーンスス
- アレシア（英語版）（アングルボサ）
- ペルセポネ
- ヘカテ
- ヘルメス
- ハデス
- カロン
- ポセイドン
- アトラス
- ヘパイストス
- オーディン（※エイヴォル）
- テュール　(マルス※シグルド)
- ロキ (ソック※バシム・イブン・イスハーク)
- トール
- フレイヤ(※スラヴァ)
- ニョルズ
- エーギル
- ミーミル
- ヘイムダル(※リグ・レイダルソン)
- イドゥン(※ガル)